# Jacques Tahureau
Jacques Tahureau, né au Mans en 1527, mort à Paris en 1555 à 28 ans, est un poète français de la Renaissance. Selon le Dictionnaire des littératures de Ph. Van Tieghem, « il n'a guère chanté que l'amour, avec une délicatesse de touche rare en son siècle ».

## Biographie
Jacques Tahureau est né au Mans d'un père magistrat Jacques Tahureau, qui avait pour trisaïeule Anne Du Guesclin, sœur du connétable de France et d'une mère issue de la noblesse du Poitou, Marie Tiercelin de la Roche du Maine. Après des études de lettres, un séjour en Italie et quelques faits d'armes en tant qu'écuyer puis chevalier, il commence à composer des vers amoureux pour une belle femme du nom de L'Admirée

Il meurt à 28 ans, juste après son mariage avec Marie Grené, une jeune roturière, et l'édition de ses Premières poésies avec sonnets, odes et mignardises.

## Œuvres
- Poésies (1554, 1565, 1574)
- Les Dialogves, non moins profitables que facetieus, 1565, édités à Paris à titre posthume, qui raillent de nombreux travers de la société française dans « une écriture à la fois enjouée et mordante, une humeur facétieuse qui enveloppe la pensée dans ses plaisanteries, et qui restera dans l'esprit de beaucoup la manière de Rabelais[4] ».